# Penisa albitegulata
Penisa albitegulata là một loài bướm đêm trong họ Noctuidae.